# Катерина Бадзели
Катерина Бадзели (грч. Αικατερίνη Μπατζελή, рођена 25. маја 1958) је грчка политичарка, члан хеленског парламента и бивши посланик Европског парламента Панхеленског социјалистичког покрета, део Партије европских социјалиста. 

## Биографија
Рођена је 25. маја 1958. у Атини. Била је члан Одбора за пољопривреду и рурални развој и Делегације за односе са Народном Републиком Кином 2004—2007, Одбора за пољопривреду и рурални развој, Одбора за женска права и равноправност полова и Одбора за културу и образовање 2007. године, Одбора за културу и образовање, Делегације за односе са Народном Републиком Кином, Привременог одбора за климатске промене и Конференцијског председничког одбора 2007—2009. Била је министарка за рурални развој и храну од 7. октобра 2009. до 7. септембра 2010. као део кабинета Јоргоса Папандреуа. Као посланица у Европском парламенту залагала се за задржавање програма субвенција Европске уније за винограде. Један од њених последњих дела као посланика у Европском парламенту је ко-спонзорство декларацији из 2009. године у знак подршке Специјалној олимпијади.